# Посёлок Анатолия Зверева
Анатолия Зверева — поселок в Икрянинском районе Астраханской области. Входит в состав Бахтемирского сельсовета. Расположен на правом берегу Бахтемира.

## История
В 1965 г. Указом Президиума ВС РСФСР посёлок Икрянинской судоремонтной технической станции переименован в посёлок Зверева, в память о Герое Советского Союза Звереве Анатолии Михайловиче.

## Население
| 2002 | 2010 | 2013 |
| ---- | ---- | ---- |
| 485  | ↗518 | ↗532 |